# Berga södra och Fjället
Berga södra och Fjället var en av SCB avgränsad och namnsatt småort i Nykvarns kommun i Stockholms län. Den omfattade bebyggelse i Turinge socken, nordväst om Turinge kyrka och söder om sjön Turingen någon kilometer norr om Nykvarn. 2018 uppgick denna bebyggelse i tätorten Turinge och Vidbynäs.